# 南阿蘇鉄道MT-2000形気動車
南阿蘇鉄道MT-2000形気動車 （みなみあそてつどうMT-2000がたきどうしゃ）は、1986年（昭和61年）に3両が製造された南阿蘇鉄道の気動車である。
本項では1998年（平成10年）から2000年（平成12年）にかけて全車走行装置が交換された、南阿蘇鉄道MT-2000A形気動車 （みなみあそてつどうMT-2000Aがたきどうしゃ）もあわせて記載する。

## 概要
1986年（昭和61年）4月に日本国有鉄道（国鉄）の特定地方交通線であった高森線を第三セクターに転換して開業した南阿蘇鉄道が、開業に際して準備した気動車である。3両導入され、新潟鐵工所製のNDCと呼ばれるレールバス型気動車として最初期に製造された車両であり、車体長が15.8 mとなっている。エンジンは、新潟鐵工所製6H13ASディーゼルエンジンを169 kW（230 PS）に設定して採用した。全車正面非貫通式、両運転台、トイレなし、各車両に愛称がつけられていた。
1998年（平成10年）から2000年（平成12年）にかけて全車空転防止のため変速機、台車などの走行装置が交換され、MT-2000A形に形式変更された。その後2002年（平成14年）には外部塗装が変更されている。
ファンの間では「南阿蘇鉄道といえばこの車両」とも言われていた。

## 構造

### 車体
新潟鐵工所の軽快気動車NDCとして最初期に製造されたもので、15.8 mの車体を初めて採用した。前面非貫通式、乗務員室は左側で、乗務員用扉は設けられていない。折り戸の客用扉が片側2か所、運転室がない側は車端に、運転室がある側は運転室小窓の直後に設けられた。運転席の小窓は上下2枚設けられ、床面近くまで延長されている。扉間には上段固定、下段上昇の幅1,200 mmの窓6組と900 mm幅の窓1組が設けられた。運転台室がない側の扉と、客用窓の間に360 mm幅の小窓がある。

車内セミクロスシートで車体中央部に4人掛けボックスシートが通路の両側に4組ずつ配置されている。全車両トイレの設備はなく、ワンマン運転用の機器を備える。外部塗装は白をベースに、阿蘇山と白川をイメージしたオレンジ色と水色の帯が巻かれた。

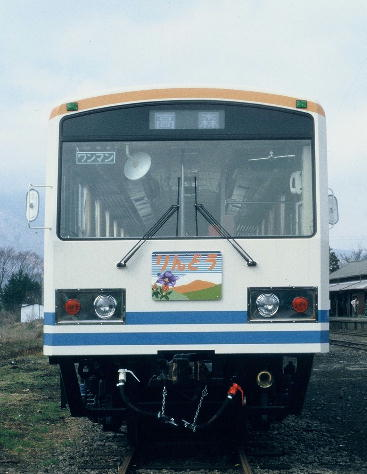
MT-2000形正面
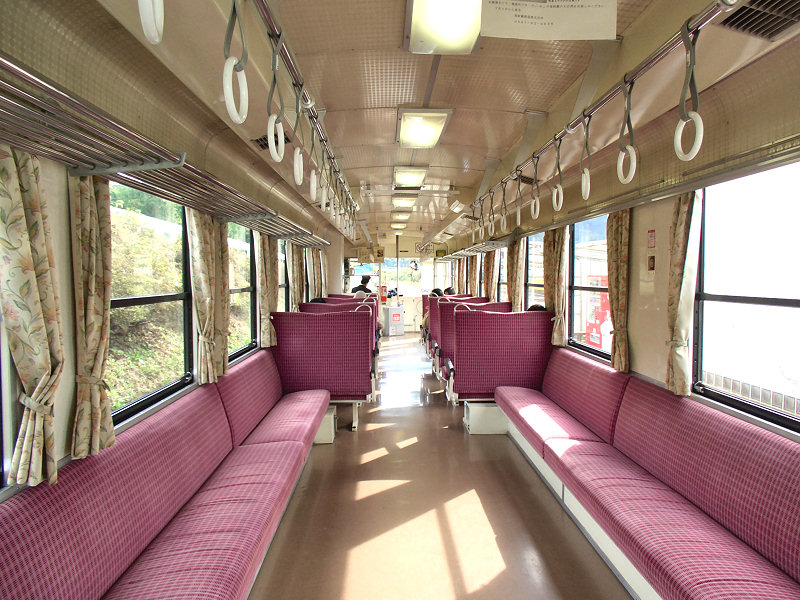
車内
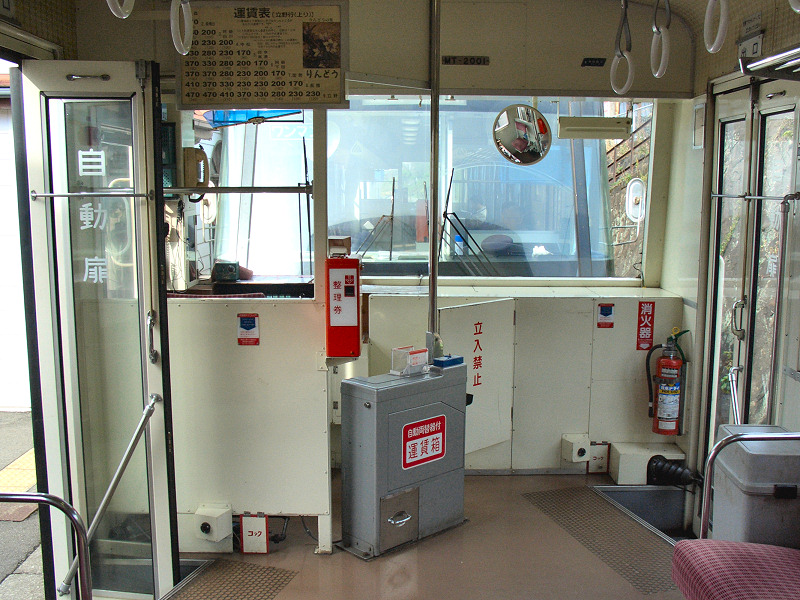
運転席付近

### 走行装置
エンジンは、新潟鐵工所製6H13ASディーゼルエンジンを1基搭載、定格出力169 kW（230 PS） / 1,900 rpmで使用された。動力は新潟コンバーター製DB115液体変速機を介して1軸駆動の台車に伝達される。台車は国鉄DT22形と同型で2連式コイルばね、ウイングばね式のNP119D/Tが採用された。制動装置はコンバータブレーキ・機関併用DE1A自動空気ブレーキである。

### 空調装置
暖房装置はエンジン排熱を利用した温風式である。冷房装置は能力25.6 kW（22,000 kcal/h）のDDL2VS423Xが設置された。

## 改造

### 2軸駆動化
南阿蘇鉄道は全長17.7 kmのうち約8.7 kmが20 ‰以上の勾配となっており、1軸駆動のMT-2000形は線路条件によっては空転が発生し、定時運行に支障することがあった。そのため、2軸駆動の新型車に置き換えるか、MT-2000形を2軸駆動化するか検討ののち、MT-2000形の2軸駆動化が決定され、1998年（平成10年）から2000年（平成12年）にかけてMT-2000形3両のエンジン以外の主要機器をほぼすべて交換する工事が行われ、形式もMT-2000A形に変更された。
変速機は新潟コンバーター製TACN-22-1105Dに交換され、台車も2軸駆動の空気ばね式住友金属工業製FS211D形となった。ブレーキは排気ブレーキ・機関ブレーキ併用に変更された。空気使用量増加のため、空気圧縮機がC-400からC-600に交換されている。

### 車体改修・塗装変更
2002年（平成14年）3月31日付で、全車に対して車体の改修と、外部塗装の変更が行われ、特に前面は京浜急行電鉄の車両を意識した塗装となった。
2011年（平成23年）3月12日に九州新幹線全線開業を期に阿蘇地域全体で開催された「阿蘇ゆるっと博」にあわせ、2011年（平成23年）3月12日から2012年（平成24年）3月末まで、全車に「阿蘇ゆるっと博」をイメージしたラッピングがされた。
2016年（平成28年）11月27日からは1両が熊本地震復興支援のため、「ONE PIECE熊本復興プロジェクト」の一環として漫画「ONE PIECE」の登場キャラクターをデザインした「ONE PIECE ラッピング列車」として2017年（平成29年）3月5日まで運転された。なお、同年3月4日にはラストイベントも行われた。

同年4月15日からは1両が熊本地震復興支援のため、小学館の雑誌に連載する漫画家117人のイラストをあしらった「マンガよせがきトレイン」となり、同年7月22日にはもう1両が追加され、2両とも2018年（平成30年）11月30日まで運転され、運行終了間近にはイベントも行われた。

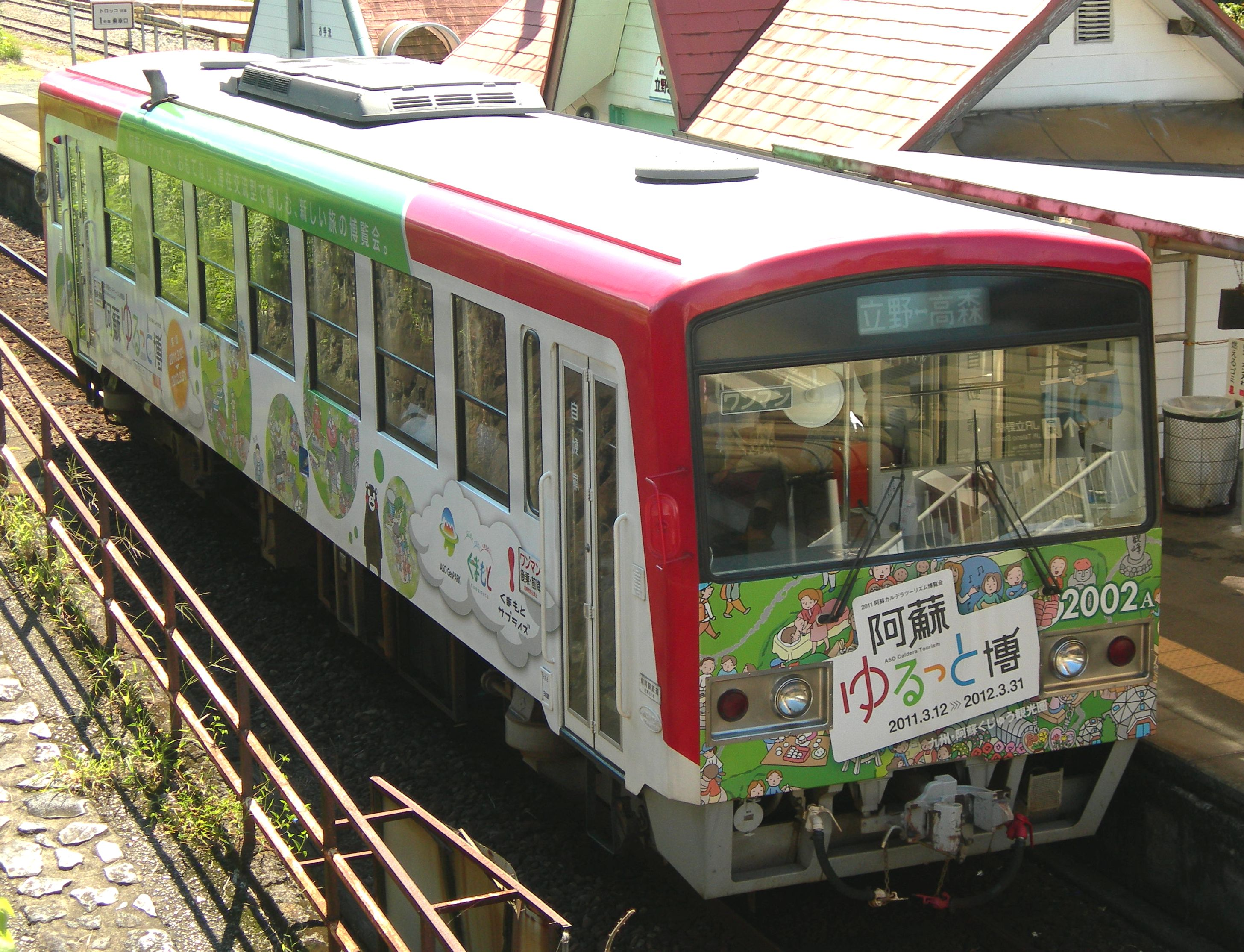
「阿蘇ゆるっと博」のラッピングが施されたMT-2002A（2011年9月、立野駅）

## 車歴表
| 形式    | 車両番号 | 愛称       | 製造      | 2軸駆動化  | 形式     | 車両番号 | 塗装変更  | 廃車      |
| ------- | -------- | ---------- | --------- | ---------- | -------- | -------- | --------- | --------- |
| MT-2000 | 2001     | しらかわ   | 1986年2月 | 1998年11月 | MT-2000A | 2001A    | 2002年3月 | 2023年2月 |
| MT-2000 | 2002     | りんどう   | 1986年2月 | 1999年7月  | MT-2000A | 2002A    | 2002年3月 | 2023年2月 |
| MT-2000 | 2003     | はなしのぶ | 1986年2月 | 2000年7月  | MT-2000A | 2003A    | 2002年3月 | -         |

## 運用
開業時は19本の列車が設定されたが、1989年（平成元年）8月に中松駅に行き違い設備が設置されるまでは途中駅に行き違い設備がなかったためラッシュ時に2両編成が運転される以外は1両のみが使用されていた。
「マンガよせがきトレイン」は平日1往復、土日祝日と多客期は2往復での運行だった。なお、貸し切り運行も可能だった。

## 廃車
2022年12月にMT-4000形が導入され2001A、2002Aの2両が廃車され高森駅構内で解体された。2003Aについても、MT-4000形への代替により2024年2月11・12日に行われるラストランツアーを最後に運用離脱したため、現役車はない。

### 書籍
- 寺田 祐一『私鉄気動車30年』JTBパブリッシング、2006年。ISBN 4-533-06532-5。

### 雑誌記事
- 『鉄道ピクトリアル』通巻480号「新車年鑑1987年版」（1987年5月・電気車研究会）
  - 藤井 信夫、大幡 哲海、岸上 明彦「各社別車両情勢」 pp. 118-130
  - 南阿蘇鉄道（株）運輸部助役 瀬田 博「南阿蘇鉄道MT2000形」 pp. 172-173
  - 「民鉄車両諸元表」 pp. 202-203
  - 「竣工月日表」 pp. 203-215

- 『鉄道ピクトリアル』通巻515号「<特集> 台車」（1989年8月・電気車研究会）
  - 大幡 哲海「写真でみる台車あれこれ」 pp. 25-35

- 『鉄道ピクトリアル』通巻658号「<特集> レールバス」（1998年9月・電気車研究会）
  - 「第三セクター・私鉄向け 軽快気動車の発達 新潟鉄工所 NDC」 pp. 32-35
  - 高嶋修一「第三セクター・私鉄向け軽快気動車の系譜」 pp. 42-55

- 『鉄道ピクトリアル』通巻534号「新車年鑑1990年版」（1990年10月・電気車研究会）
  - 鹿島鉄道（株）鉄道課 新井 一男「鹿島鉄道KR-500形」 pp. 200

- 『鉄道ピクトリアル』通巻582号「新車年鑑1999年版」（1999年10月・電気車研究会）
  - 藤井信夫、大幡哲海、岸上明彦「各社別車両情勢」 pp. 91-107
  - 南阿蘇鉄道（株）車務課 津留 恒誉「南阿蘇鉄道MT-2000A形」 pp. 139
  - 「車両諸元表」 pp. 174-175
  - 「1998年度車両動向」 pp. 176-185

- 『鉄道ピクトリアル』通巻692号「新車年鑑2000年版」（2000年10月・電気車研究会）
  - 藤井 信夫、大幡 哲海、岸上 明彦「各社別車両情勢」 pp. 101-119
  - 「1999年度 車両動向」 pp. 187-201

- 『鉄道ピクトリアル』通巻708号「新車年鑑2001年版」（2001年10月・電気車研究会）
  - 藤井 信夫、大幡 哲海、岸上 明彦「各社別車両情勢」 pp. 93-109
  - 「2000年度 車両動向」 pp. 175-183

- 『鉄道ピクトリアル』通巻723号「鉄道車両年鑑2002年版」（2002年10月・電気車研究会）
  - 「2001年度車両動向」 pp. 190-200

- 『レイルマガジン』通巻230号付録（2002年11月・ネコ・パブリッシング）
  - 岡田誠一「民鉄・第三セクター鉄道 現有気動車ガイドブック2002」 pp. 1-32

- 『レイルマガジン』通巻250号（2004年7月・ネコ・パブリッシング）
  - 寺田 祐一「私鉄・三セク気動車 141形式・585輌の今!」 pp. 4-50

- 『鉄道ピクトリアル』通巻905号「【特集】 ディーゼルカー」（2015年7月・電気車研究会）
  - 「近年における気動車の技術動向」 pp. 21-27

### Web資料
- “南阿蘇鉄道「ゆるっと博号」運行中”.  高森町 (2011年4月5日). 2018年1月3日閲覧。
- “南阿蘇鉄道「がんばれクマモト！マンガよせがきトレイン」運転開始”.  railf.jp (2017年4月17日). 2017年12月17日閲覧。
- “南阿蘇鉄道「マンガよせがきトレイン」2両目が登場”.   railf.jp (2017年7月25日). 2017年12月17日閲覧。
- “南阿蘇鉄道の歴史”.   南阿蘇鉄道. 2017年12月10日閲覧。
- “お急ぎ下さい！マンガよせがきトレインは今月いっぱいまで！”.   南阿蘇鉄道 (2017年11月27日). 2017年12月10日閲覧。
- 木下健児 (2024年1月29日). “南阿蘇鉄道、新車導入で「MT-2003A」「MT-3001」引退 - ツアー開催”.   マイナビニュース. 2024年1月31日閲覧。